# Santi Sociali
I Santi Sociali sono stati un gruppo di religiosi e laici torinesi e piemontesi vissuti tra il XIX e XX secolo, che si dedicarono ad attività di beneficenza e sociali a Torino e in Piemonte.

## Storia
All'inizio dell'Ottocento la povertà era molto diffusa a Torino e una larga parte della popolazione viveva grazie alla pubblica assistenza. 
In questo ambito operarono i Santi Sociali, che si dettero all'aiuto e all'educazione dei poveri ed emarginati. La memoria dei Santi Sociali è sempre rimasta presente nella cultura torinese e piemontese, come esemplificato dai numerosi musei, mostre, ed eventi che li raffigurano.
Ad esempio, sono stati oggetto di numerose iniziative a Torino in occasione del Giubileo della Misericordia nel 2016. Sono stati anche oggetto di una rappresentazione al Teatro Stabile di Torino e di varie trasmissioni televisive.

## I santi sociali
- Venerabile Tancredi Falletti di Barolo (1782 - 1838) sindaco, benefattore dei poveri, e filantropo
- Venerabile Giulia Falletti di Barolo (1785 - 1864) benefattrice dei poveri, e filantropa
- San Giuseppe Benedetto Cottolengo (1786 - 1842) fondatore della Piccola casa della Divina Provvidenza per dare asilo agli ammalati indigenti
- San Giuseppe Cafasso (1811 - 1860) si dedicò all'assistenza ai condannati a morte
- San Giovanni Bosco (1815 - 1888) fondatore dei Salesiani dedicati all'educazione della gioventù
- Beato Francesco Faà di Bruno (1825 - 1888) fondatore delle Suore minime di Nostra Signora del Suffragio
- San Leonardo Murialdo (1828 - 1900) si dedicò ai giovani e al loro insegnamento alle attività artigianali. Fondò la Congregazione di San Giuseppe
- San Giuseppe Marello (1844 - 1895) fondatore degli Oblati di San Giuseppe
- San Giuseppe Allamano (1851 - 1926) fondatore dell'Istituto Missioni della Consolata a favore dei più sfortunati nel mondo
- Beato Pier Giorgio Frassati (1901 - 1925) che si adoperò per i poveri torinesi

Un predecessore dei Santi sociali torinesi può essere trovato nel  beato Sebastiano Valfrè (1629 – 1710), attivo durante l'assedio di Torino del 1706. Collegato a questo gruppo di santi vi è la figura di don Giovanni Cocchi, iniziatore di varie attività in favore dei ragazzi poveri.
A tutti questi santi e beati, con la sola esclusione, al momento, di san Giuseppe Marello, la città di Torino ha dedicato una via o un corso.